# Juttersbogöl
Juttersbogöl är en sjö i Vimmerby kommun i Småland och ingår i Botorpsströmmens huvudavrinningsområde. Sjön är 12 meter djup, har en yta på 0,113 kvadratkilometer och är belägen 126,1 meter över havet.

## Delavrinningsområde
Juttersbogöl ingår i det delavrinningsområde (641090-151384) som SMHI kallar för Utloppet av Anen. Medelhöjden är 148 meter över havet och ytan är 36,42 kvadratkilometer. Det finns inga avrinningsområden uppströms utan avrinningsområdet är högsta punkten. Vanstadån som avvattnar avrinningsområdet har biflödesordning 3, vilket innebär att vattnet flödar genom totalt 3 vattendrag innan det når havet efter 65 kilometer. Avrinningsområdet består mestadels av skog (85 procent). Avrinningsområdet har 4,03 kvadratkilometer vattenytor vilket ger det en sjöprocent på 11,1 procent.